# غلان ألاو (أنغلزي)
غلان ألاو (بالإنجليزية: Glan-alaw)‏ هي منطقة سكنية تقع في ويلز في أنغلزي.